# JAC S6
JAC S6 (на внутреннем рынке Sehol QX) — компактный кроссовер, производимый с 2021 года китайской компанией JAC Motors.

## История
Модель — преемник модели JAC S5 в линейке компании, была анонсирована в декабре 2020 года.
Модель разработана Центром дизайна JAC в итальянском Турине, построена на новой модульной платформе MIS Haoxue представляющей собой платформу модели JAC S7 с интеграцией некоторых модулей платформы Volkswagen Group MQB.
Изначально до запуска в производство модель называлась Sol QX, поскольку создавалась под брендом Sol запущенном в 2018 году совместным предприятием SEAT и JAC-Volkswagen, в 2021 году планировалось выпускать машины под брендом SEAT, но в результате компромисса бренд был переименован в Sehol, и в итоге модель для внутреннего рынка получила название Sehol QX и JAC S6 для внешних рынков.
Модель была представлена на Шанхайском автосалоне в апреле 2021 года, и в июне вышла на рынок Китая.
В апреле 2022 года модель получила ОТТС в России, предполагаются поставки со сборочной площадки «СарыаркаАвтоПром» в Казахстане.

## Технические характеристики
Габариты: длина — 4605 мм, ширина — 1890 мм, высота — 1700 мм, колесная база — 2720 мм.
Единственным вариантом двигателем является 1,5-литровый турбомотор, развивающий 184 л. с. и крутящим моментом в 300 Нм.
Трансмиссия — шестиступенчатая механическая коробка передач или семиступенчатый «робот» с двойным сцеплением.
Привод — только передний.